# Huaxing Automobile Group
Huaxing Automobile Group Corp. war ein Hersteller von Automobilen aus der Volksrepublik China.

## Unternehmensgeschichte
Das Unternehmen aus Peking begann 1990 mit der Produktion von Automobilen. Der Markenname lautete Huaxing. 2000 endete die Produktion. Es gab Verbindungen zu Guizhou Youngman Yunque Automobile Company, Hainan Auto Works und Xima Auto Refit Works.

## Fahrzeuge
Ein Modell war der YM 6390. Diese Kopie des Toyota Starlet war 387 cm lang. Ein Vierzylindermotor von Jilin mit 797 cm³ Hubraum trieb die Fahrzeuge an.
Weitere genannte Modellnamen waren HXJ 7080 und RK 5010.